# Diphuduhudu
Diphuduhudu is een dorp in het district Kweneng in Botswana. De plaats telt 535 inwoners (2011).